# زولتسباخ (هسن)
زولتسباخ (به آلمانی: Sulzbach) یک شهر در آلمان است که در ماین-تاونوس واقع شده‌است.

## خواهرخوانده
شهرهای Pont-Sainte-Maxence, Jablonec nad Jizerou و شونهایده خواهرخوانده‌های زولتسباخ (هسن) هستند.